# Abdenour Zemmour
Pour les articles homonymes, voir Abdennour.
 (janvier 2017).
Si vous disposez d'ouvrages ou d'articles de référence ou si vous connaissez des sites web de qualité traitant du thème abordé ici, merci de compléter l'article en donnant les références utiles à sa vérifiabilité et en les liant à la section « Notes et références ».
Abdenour Zemmour, né le 27 juillet 1952 à vie actuellement a ben aknoun cite malki bâtiment I et père a 3 enfants une fille de deux garçons, est un footballeur algérien qui évoluait au poste d'arrière droit, notamment avec le MC Alger.

## Biographie
Avec le club du MC Alger, il remporte 4 titres de champion d'Algérie, une Coupe d'Algérie, et une Coupe des clubs champions africains.

## Palmarès
MC Alger
- Championnat d'Algérie de football (4) :
  - Champion :  1975, 1976, 1978 et 1979

- Coupe d'Algérie de football (1) :
  - Vainqueur :  1976

- Ligue des champions de la CAF (1) :
  - Vainqueur : 1976

- Coupe du Maghreb des clubs champions :
  - Finaliste : 1976